# زوند 4
زوند 4 ، جزء من برنامج زوند السوفيتي، ونسخة غير مأهولة من مركبة سايوز 7كيه-إل1 الفضائية المأهولة المخصصة للتحليق حول القمر، كانت إحدى أولى التجارب السوفيتية في مجال رحلات الفضاء المأهولة حول القمر. أُطلقت لاختبار صلاحية الكبسولة الجديدة للفضاء وجمع بيانات حول الرحلات الفضائية المحيطة بالأرض. كانت أول مركبة فضائية سوفيتية مزودة بجهاز حاسوب، جهاز أرجون 11، والذي كان وزنه 34 كلجم.
أُطلقت المركبة الفضائية بنجاح بواسطة صاروخ بروتون دي-1 إي في 2 مارس 1968 إلى مدار يبعد 400 ألف كيلومتر في مدار أوج بزاوية 180 درجة من القمر. أُطلقت بعيدًا عن القمر، على الأرجح، لتجنب تعقيدات مسارها بسبب جاذبية القمر. ومع ذلك، عند العودة إلى الغلاف الجوي، تعطل نظام توجيه إل1. اصطدمت المركبة بالغلاف الجوي بدقة في الوقت المحدد، لكنها لم تُوجَّه لتوليد قوة رفع والطيران خارج الغلاف الجوي مرة أخرى. كانت العودة الباليستية تعني عدم إمكانية استرجاعها على الأراضي السوفيتية، لذلك فجّر نظام التدمير الكبسولة تلقائيًا على ارتفاع ما بين 10 و15 كلم، على بعد 180-200 كلم قبالة الساحل الأفريقي في غينيا.
كانت رحلة زوند 4 مشابهة في بعض النواحي لمهمات أبولو 4 وأبولو 6 الأمريكية حيث كانت رحلات تجريبية غير مأهولة في مدارات أرضية بيضاوية حادة.